# Elaphognathia gladia
Elaphognathia gladia là một loài chân đều trong họ Gnathiidae. Loài này được Kensley, Schotte & Poore miêu tả khoa học năm 2009.